# Smuglyanka
«Smuglyanka», «Smuglianka» o «Smugljanka» (en ruso: Смуглянка 'la chica morena', de смуглый “oscuro/moreno”; también Смуглянка-Молдаванка, romanizado: Smugljanka-Moldovanka 'la moldava morena') es una canción rusa escrita en 1940 por el letrista Yákov Shvedov y por el compositor Anatoliy Grigorevich Novikov. Su composición fue encargada por la oficina política del Distrito Militar de Kiev para la Canción del Distrito y la Unidad de Danza, como parte de una suite en honor a Grigory Kotovsky, líder que encabezó dos rebeliones moldavas en la Gobernación de Besarabia contra el Imperio Ruso en 1905 y 1915. Fue compuesta basándose en los estilos de la música folklórica de Moldavia.
La principal intención de la canción fue ensalzar a las partisanas de la guerra civil rusa. La letra relata cómo el cantante conoce a una hermosa muchacha recogiendo uvas a quien trata de seducir, pero la joven resulta siendo una partisana que finalmente convence a su conquistador de adherirse a las fuerzas partisanas.
La canción no fue inicialmente interpretada como parte de una suite, al ser considerada de un estilo demasiado frívolo. En 1940, se consideraba que las canciones compuestas para las tropas combatientes debían tratar temas que giraban en torno a la victoria y la venganza, pero en 1942 las percepciones acerca de las temáticas musicales cambiaron y canciones amorosas o líricas fueron aceptadas por los militares. Así, Novikov tomó la decisión de publicar una versión reeditada de la canción original. Esta fue nuevamente rechazada, hasta que dos años más tarde en 1944 fue finalmente interpretada en el auditorio Tchaikovsky de Moscú por el Conjunto Aleksándrov, con Nikolaiy Ustinov como solista. Fue un éxito desde el primer momento, llegando incluso a interpretar la pieza tres veces más por aclamación del público. La canción obtuvo gran repercusión más allá de su suite original, llegando a convertirse en un símbolo de los entonces partisanos soviéticos de la Gran Guerra Patriótica (Segunda Guerra Mundial). Goncharova (2010) declaró que la idea de la joven partisana moldava se trató siempre de una fantasía poética, ya que según los registros, de los 3000 partisanos soviéticos activos en Moldavia en su momento, solamente unos pocos eran étnicamente moldavos.

## Lírica
Ruso:

Как-то летом, на рассвете,

Заглянул в соседний сад.

Там смуглянка-молдаванка

Собирает виноград.

Я краснею, я бледнею,

Захотелось вдруг сказать:

— Станем над рекою

Зорьки летние встречать!

[Припев]:

Раскудрявый клён зелёный – лист резной.

Я влюблённый и смущённый пред тобой.

Клён зелёный, да клён кудрявый,

Да раскудрявый, резной! (Бис)

А смуглянка-молдаванка

Отвечала парню в лад:

— Партизанский, молдаванский

Собираем мы отряд.

Нынче рано партизаны

Дом покинули родной.

Ждёт тебя дорога

К партизанам в лес густой.

[Припев]:

Раскудрявый клён зелёный – лист резной.

Я влюблённый и смущённый пред тобой.

Клён зелёный, да клён кудрявый,

Да раскудрявый, резной! (Бис)

И смуглянка-молдаванка

По тропинке в лес ушла.

В том обиду я увидел,

Что с собой не позвала.

О смуглянке-молдаванке

Часто думал по ночам …

Вдруг свою смуглянку

Я в отряде повстречал!

[Припев]:

Раскудрявый клён зелёный – лист резной.

Я влюблённый и смущённый пред тобой.

Клён зелёный, да клён кудрявый,

Да раскудрявый, резной! (Бис)
Transliteración:

Kak-to letom, na rassvete,

Zagljanul v sosednij sad.

Tam smugljanka-moldavanka

Sobirajet vinograd.

Ja krasneju, ja bledneju,

Zahotelos' vdrug skazat':

— Stanem nad rekoju

Zor'ki letnije vstrečat'!

[Pripev]:

Raskudrjavyj kljon zeljonyj – list reznoj.

Ja vljubljonnyj i smuščjonnyj pred toboj.

Kljon zeljonyj, da kljon kudrjavyj,

Da raskudrjavyj, reznoj! (Bis)

A smugljanka-moldavanka

Otvečala parnju v lad:

— Partizanskij, moldavanskij

Sobirajem my otrjad.

Nynče rano partizany

Dom pokinuli rodnoj.

ždjot tebja doroga

K partizanam v les gustoj.

[Pripev]:

Raskudrjavyj kljon zeljonyj – list reznoj.

Ja vljubljonnyj i smuščjonnyj pred toboj.

Kljon zeljonyj, da kljon kudrjavyj,

Da raskudrjavyj, reznoj! (Bis)

I smugljanka-moldavanka

Po tropinke v les ušla.

V tom obidu ja uvidel,

Čto s soboj ne pozvala.

O smugljanke-moldavanke

Často dumal po nočam ...

Vdrug svoju smugljanku

Ja v otrjade povstrečal!

[Pripev]:

Raskudrjavyj kljon zeljonyj – list reznoj.

Ja vljubljonnyj i smuščjonnyj pred toboj.

Kljon zeljonyj, da kljon kudrjavyj,

Da raskudrjavyj, reznoj! (Bis)
Traducción:

Una vez en verano, al amanecer,

eché un atisbo al jardín vecinal.

Allí una mujer morena, una moldava

que recogía frutos de su agraz.

Me ruboricé, me empalidecí,

de repente quise decir:

«¡Vamos a conocer los amaneceres del estío sobre el caudal!».

[Coro]:

¡El arce tan rizado y verde, su fronda tallada está!

Estoy enamorado y avergonzado delante de ti.

Un arce verde, un arce rizado

¡rizado y tallado está! (Bis) 

Pero la mujer morena, la moldava

Me decía con humor:

«Mi partisano moldavo

estamos formando un escuadrón.

Hoy temprano los partisanos

abandonaron ya su hogar.

Ahora te espera su camino

para unirse a ellos en la boscosidad».

[Coro]:

¡El arce tan rizado y verde, su fronda tallada está!

Estoy enamorado y avergonzado delante de ti.

Un arce verde, un arce rizado

¡rizado y tallado está! (Bis) 

Entonces la mujer morena, la moldava

a la senda del bosque se marchó.

Me adoloró que me dejara,

no acompañarla sin invitación.

Sobre la morena, la moldava

pensaba a menudo en la oscuridad...

Entonces de repente, en la arbolada

¡encontré a mi morena en las filas!

[Coro]:

¡El arce tan rizado y verde, su fronda tallada está!

Estoy enamorado y avergonzado delante de ti.

Un arce verde, un arce rizado

¡rizado y tallado está! (Bis)

## En la cultura popular
- Smuglyanka fue usada en la película soviética de 1973 Al combate solo van los veteranos (В бой идут одни старики), una “película sencilla sobre amor, aviones y mujeres” (Goncharova 2010). En la película, un joven piloto presenta la canción a su escuadrón, lo que le concede el apodo de “la morena”. La película fue estrenada el 27 de diciembre de 1973. Alexander Pokryshkin, héroe de la Unión Soviética quien asistió al estreno, fue visto secándose los ojos una vez las luces se encendieron de nuevo tras la finalización de la cinta. La película fue todo un éxito, siendo vista por 54 millones de espectadores en un periodo de cinco meses, y Smuglyanka se dio a conocer a lo largo de toda la Unión Soviética. Este repentino estallido de fama le concedió a la canción un espacio propio en el repertorio de la música folklórica rusa. Shvedov nunca fue advertido sobre el uso de su canción en la película, y fue a través de amigos suyos que conoció el suceso.